# Plechotice
Plechotice – wieś (obec) na Słowacji położona w kraju koszyckim, w powiecie Trebišov. Pierwsze wzmianki o miejscowości pochodzą z 1332 roku. 
Według danych z dnia 31 grudnia 2012 roku, wieś zamieszkiwały 792 osoby, w tym 405 kobiet i 387 mężczyzn.
W 2001 roku rozkład populacji względem narodowości i przynależności etnicznej wyglądał następująco:
- Słowacy – 99,11%
- Czesi – 0,13%
- Węgrzy – 0,13%

Ze względu na wyznawaną religię struktura mieszkańców kształtowała się w 2001 roku następująco:
- Katolicy rzymscy – 77,34%
- Grekokatolicy – 14,94%
- Ewangelicy – 0,51%
- Prawosławni – 0,13%
- Ateiści – 0,25%
- Przedstawiciele innych wyznań – 0,13%
- Nie podano – 2,03%